# Giuseppe Vacciano
Giuseppe Vacciano (Napoli, 15 settembre 1972) è un politico italiano.

## Biografia
Nato a Napoli nel 1972, si diplomò ragioniere nel 1991. Nel 1994 vinse un concorso come assistente di cassa presso la Banca d'Italia, e lo stesso anno iniziò a lavorare nella sede di Ravenna. Nel 2006 venne trasferito nella sede di Latina, dove vive tuttora.
Ha iniziato la sua attività politica nel meetup di Latina, impegnandosi attivamente nella campagna a favore dei referendum abrogativi del 2011. Nel 2011 è stato il candidato sindaco del Movimento 5 Stelle alle elezioni comunali di Latina ottenendo l'1,3% delle preferenze pari a 1.055 voti.
Alle elezioni politiche del 2013 viene eletto senatore nella circoscrizione elettorale Lazio 2. Il 17 marzo 2013 il senatore ha dichiarato, sul suo profilo Facebook, di aver votato Pietro Grasso al ballottaggio al Senato per l'elezione del presidente della camera alta del Parlamento in contrapposizione alla linea ufficiale del partito che aveva indicato di votare scheda bianca.
Sostituisce il collega Sergio Puglia come Tesoriere del gruppo M5S al Senato dal 30 settembre 2013.
Il 22 dicembre 2014 ha presentato le dimissioni da senatore assieme al deputato Cristian Iannuzzi e alla senatrice Ivana Simeoni in dissenso con la nomina del direttorio. Le dimissioni sono state poi respinte dal Senato. 

Vacciano è stato comunque espulso dal gruppo parlamentare del Movimento 5 Stelle il 7 gennaio 2015 su iniziativa del capogruppo in carica Alberto Airola non confermata da alcun voto. Vacciano, come previsto dal regolamento del Senato, è entrato quindi a far parte del Gruppo misto senza però iscriversi a nessuna componente. 
Il Senato ha respinto 5 volte le sue dimissioni, prima il 17 febbraio 2015, poi il 16 settembre 2015,  il 13 luglio 2016, il 25 gennaio 2017 ed il 20 aprile 2017. Le continue e reiterate reiezioni delle dimissioni hanno provocato le proteste di Vacciano e notevole scalpore sui media.
Alla fine del mandato ha abbandonato la carriera politica.